# Relaciones Países Bajos-Portugal
Las relaciones holandés-portuguesas son las relaciones bilaterales entre los Países Bajos y Portugal . Ambos países son miembros de pleno derecho del Consejo de Europa, la Unión Europea y la OTAN . Países Bajos tiene una embajada en Lisboa y 3 consulados honorarios (en Faro, Funchal y Ponta Delgada), mientras que Portugal tiene una embajada en La Haya .
Las relaciones entre ambos países se remontan al siglo XVII, cuando el Reino de Portugal envió a su primer embajador, Tristão de Mendonça Furtado, a las Provincias Unidas de los Países Bajos en 1641 .[cita requerida]

La Cámara de Comercio Portuguesa Holandesa, una organización sin ánimo de lucro que promueve las relaciones comerciales entre Portugal y los Países Bajos, fue creada por empresas neerlandesas en colaboración con el Ministerio de Asuntos Económicos neerlandés tras la admisión de Portugal a la UE en 1986. 

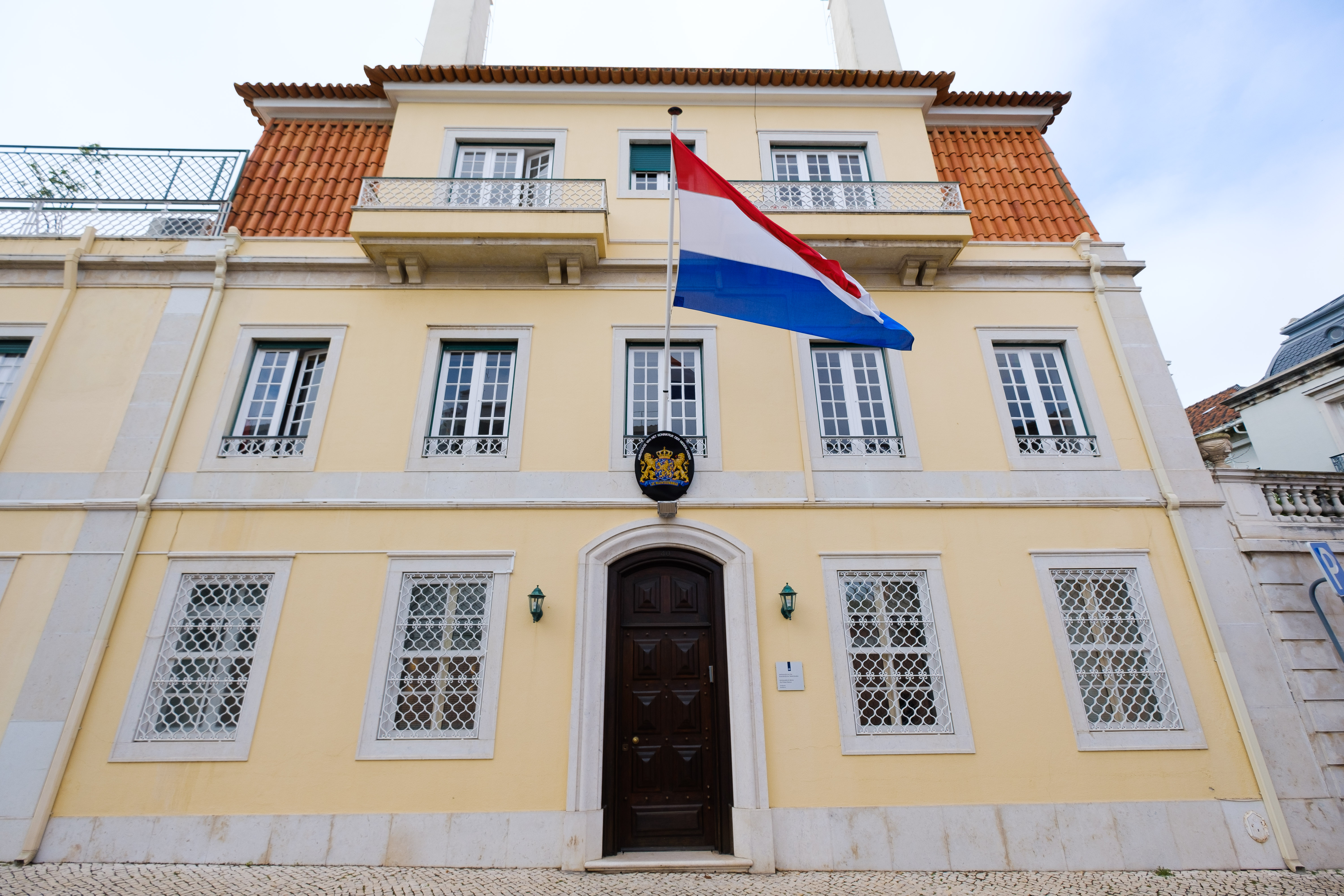
Embajada de los Países Bajos en Lisboa
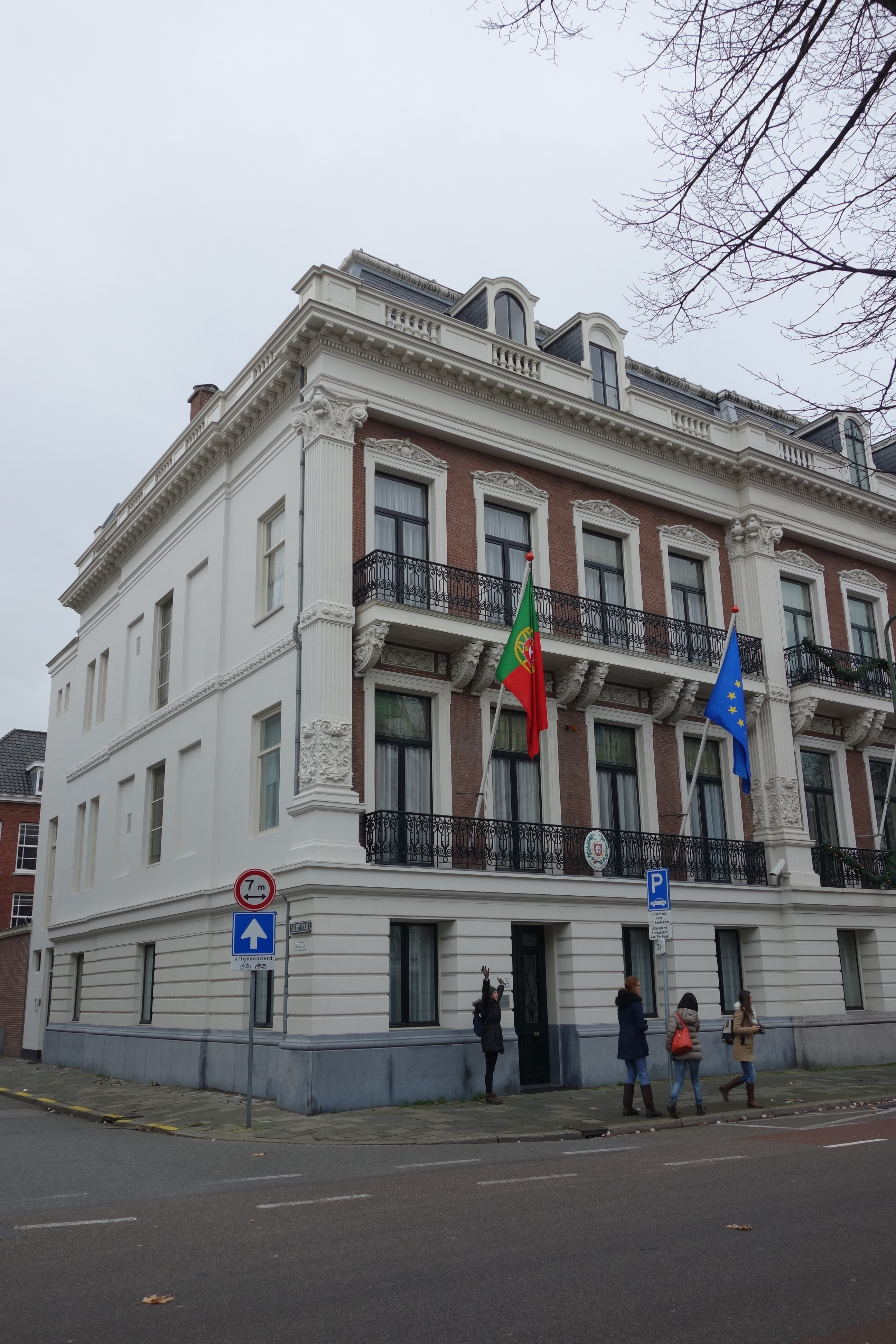
Embajada de Portugal en La Haya